# Division 1 2004-2005 (calcio a 5)
La Division 1 2004-2005 è stata la 14ª edizione della massima serie del campionato belga di calcio a 5. Organizzata dalla URBSFA/KBVB, la stagione regolare è iniziata il 3 settembre 2004 e si è conclusa il 22 aprile 2005, prolungandosi fino al 20 maggio con la disputa dei play-off. La competizione è stata vinta per la sesta volta dall'Action 21.

## Stagione regolare

### Classifica
|                   | Pos. | Squadra            | Pt | G  | V  | N | P  | GF  | GS  | DR   |
| ----------------- | ---- | ------------------ | -- | -- | -- | - | -- | --- | --- | ---- |
| Belgio (bandiera) | 1.   | Action 21          | 71 | 26 | 23 | 2 | 1  | 180 | 50  | +130 |
|                   | 2.   | JBMB Morlanwelz    | 60 | 26 | 19 | 3 | 4  | 170 | 116 | +54  |
|                   | 3.   | CP Hasselt         | 51 | 26 | 16 | 3 | 7  | 133 | 117 | +16  |
|                   | 4.   | Forcom Anversa     | 51 | 26 | 15 | 6 | 5  | 144 | 84  | +60  |
|                   | 5.   | Brussels Utd       | 44 | 26 | 13 | 5 | 8  | 102 | 75  | +27  |
|                   | 6.   | Lommel             | 39 | 26 | 11 | 6 | 9  | 75  | 74  | +1   |
|                   | 7.   | Junkie's Frameries | 35 | 26 | 11 | 2 | 13 | 87  | 118 | +31  |
|                   | 8.   | Kickers Charleroi  | 34 | 26 | 9  | 7 | 10 | 104 | 100 | +4   |
|                   | 9.   | Houthalen-Genk     | 30 | 26 | 9  | 3 | 14 | 96  | 108 | -12  |
|                   | 10.  | GDL Châtelet       | 30 | 26 | 9  | 3 | 14 | 93  | 105 | -12  |
|                   | 11.  | Borgerhout         | 26 | 26 | 7  | 5 | 14 | 85  | 123 | -38  |
|                   | 12.  | ESB Bocholt        | 23 | 26 | 6  | 5 | 15 | 78  | 126 | -48  |
|                   | 13.  | Isola Hoeselt      | 14 | 26 | 4  | 2 | 20 | 75  | 150 | -75  |
|                   | 14.  | C80 Malle          | 11 | 26 | 3  | 2 | 21 | 69  | 145 | -76  |

### Verdetti
- Action 21 campione del Belgio 2004-05 e qualificato alla Coppa UEFA.
- Club 80 Malle e Isola Hoeselt retrocessi in Division 2 2005-06.
- ESB Bocholt[1] e Kickers Charleroi[2] non iscritti alla Division 1 2005-06.

## Play-off

### Semifinali

#### Andata
| 11 maggio 2005 | Forcom Anversa | 3 – 6 | Action 21 |  |

| 11 maggio 2005 | CP Hasselt | 5 – 6 | JBMB Morlanwelz |  |

#### Ritorno
| 13 maggio 2005 | JBMB Morlanwelz | 7 – 4 | CP Hasselt |  |

| 13 maggio 2005 | Action 21 | 8 – 2 | Forcom Anversa |  |

### Finale

#### Andata
| 18 maggio 2005 | JBMB Morlanwelz | 3 – 6 | Action 21 |  |

#### Ritorno
| 20 maggio 2005 | Action 21 | 6 – 3 | JBMB Morlanwelz |  |